# Пространство непрерывных функций
Пространство непрерывных функций — линейное нормированное пространство, элементами которого являются непрерывные на отрезке {\displaystyle [a,b]} функции (обычно обозначается {\displaystyle {\mathrm {C} }[a,b]}, иногда {\displaystyle C^{0}[a,b]} или {\displaystyle C^{(0)}[a,b]} или {\displaystyle C(a,b)}) .
Норма в этом пространстве определяется следующим образом:
{\displaystyle \|x\|_{{\mathbf {C} }[a,b]}=\max _{t\in [a,b]}|x(t)|}
Эту норму также называют нормой Чебышёва или равномерной нормой, так как сходимость по этой норме эквивалентна равномерной сходимости.

## Свойства
- Если последовательность {\displaystyle x_{n}} элементов из {\displaystyle {\mathrm {C} }[a,b]} сходится в этом пространстве к некоторой предельной функции {\displaystyle x(t)}, то {\displaystyle x_{n}\rightrightarrows x} при {\displaystyle n\to \infty }.
  - Отсюда: {\displaystyle {\mathrm {C} }[a,b]} — банахово пространство.
- Пространство непрерывных функций сепарабельно: счётное всюду плотное множество в нём образует множество всех многочленов с рациональными коэффициентами. Это утверждение получается как следствие аппроксимационной теоремы Вейерштрасса.
- В {\displaystyle {\mathrm {C} }[a,b]} не выполняется тождество параллелограмма, поэтому норма в нём не порождает никакого скалярного произведения.

## Вариации и обобщения
Аналогичным образом это пространство строится так же и над областями и их замыканиями. В случае некомпактного множества максимум надо заменить на точную верхнюю грань.
Итак, пространством непрерывных ограниченных функций (вектор-функций) {\displaystyle C(X,Y)} называется множество всех непрерывных ограниченных функций {\displaystyle x:X\to Y} со введённой на нём нормой:
{\displaystyle \|x\|_{C(X,Y)}=\sup _{t\in X}\|x(t)\|_{Y}.}
Наряду с чебышёвской нормой часто рассматривается пространство непрерывных функций с интегральной нормой:
{\displaystyle \|x\|=\int \limits _{a}^{b}|x(t)|\,dt}
В смысле этой нормы пространство непрерывных на отрезке функций уже не образует полного линейного пространства.
Фундаментальной, но не сходящейся в нем является, например, последовательность {\displaystyle x_{n}}
{\displaystyle x_{n}(t)={\begin{cases}1,\quad t\geqslant {\frac {1}{n}}\\nt,\quad t\in (-{\frac {1}{n}},{\frac {1}{n}})\\-1,\quad t\leqslant -{\frac {1}{n}}\end{cases}}}
Его пополнение есть {\displaystyle L_{1}[a,b]} — пространство суммируемых функций.